# الهدوء
يعد كتاب قوة الهدوء الذي صدر عام 2016: القوة الخفية للانطوائيين وهو كتاب غير خيالي من تأليف سوزان كين مع غريغوري مون و إريكا مورز , والرسومات من إعداد غرانيت سنايدر. يعد كتاب قوة الهدوء نسخة معدلة من للأطفال و المراهقين و لمعلميهم وأولياء أمورهم من الكتاب الأصلي هدوء : قوة الانطوائيين في عالم لا يكف عن الكلام 2012. حيث أن تستهدف النسخة الأصلية البالغين .
وصل كتاب سوزان كين الهدوء: قوة الانطوائيين في عالم لا يكف عن الحديث إلى قائمة نيويورك تايمز لأكثر الكتب مبيعا , كما أنه ظهر على غطاء مجلة تايم وكان أكثر المواضيع مشاهدة في مؤتمرات تيد. في عام 2015 شاركت كاين في تأسيس شركة كوايت ريفلوشن, وتعنى هذه الشركة بإنتاج المحتوى , بما في ذلك إعداد دورات تدريبية عبر الشبكة العنكبوتية لأولياء الأمور .يتمحور كتاب قوة الهدوء حول الأطفال والمراهقين الانطوائيين, خصوصا في سياق المدرسة , حيث لا يكبر الجيل معتقدا بوجود أمر خاطئ في شخصيتهم أو يسعى لكبت هذه السمة.
شاركت كين كل من ايركا مورز و غريغوري مون في التأليف كما أنهما يعملون في كل مجال الصحافة و كتب الأطفال. ثم تم اكتشاف الرسام جرانيت سنايدر من خلال القصص المصورة التي استلهمها من كتاب كاين الهدوء الصادر عام 2012.

## المحتوى
يناقش كتاب قوة الهدوء الاختلاف بين الانطواء والخجل: اندماج الطالب مقابل التوقعات التقليدية للمشاركة الصفية: التحدث أمام المجموعات: العمل الفردي مقابل العمل الجماعي : طرق مساندة للانطوائية لهيكلة العمل الجماعي: استخدام وسائل التواصل الاجتماعي في التعليم. يركز الكتاب على الخجل بالإضافة إلى الانطوائية , مشيرا ان الخجل ينطوي على الخوف من الحكم الاجتماعي. يقول كاين أنه على الرغم من أن الخجل يعد صفة يمكن التغلب عليه فإن الانطوائية يمكن أن تكون صفة يعتز بها, مضيفا أن الاستبطان يميل أن يأتي مع «قوى خارقة» مثل القدرة على الاستماع و التعاطف و الدراسة المكثفة و التركيز لمدة أطول. يتضمن الكتاب فصولا تتناول المدرسة و الشخصيات المشهورة التي نجحت خارج منطقة الراحة .
أدرجت كين بحث جديد في كتابها قوة الهدوء حيث لم يتم ذكره في النسخة الأصلية هدوء التي استهدفت البالغين. وإعادة صياغة البحث للأطفال الذين تتراوح أعمارهم من 10 سنوات إلى 14 سنة حيث أن قدرتهم أقل من طلاب الثانوي في نقل ما يحتويه الكتاب الموجه إلى بيئة العمل إلى عالمهم الخاص.
ذكرت كاين أن مرحلة المراهقة تعد أصعب فترة في حياة الانطوائي. تقترح كاين أن على الانطوائيين الشباب التحدث عن اسلوبهم الاجتماعي المرغوب ( لتجنب سوء الفهم) و العثور على الأنشطة التي تثير حماسهم ( لتحفيزهم على الخروج من منطقة الراحة ) و التركيز على قوتهم ( أن يظلوا صادقين مع أنفسهم) و أن يخالطوا الشخصيات المنفتحة ( لأن لديهم قدرات تكميلية).
انتقدت كين طريقة المدارس في تنظيم المكاتب الدراسية و الهوس بالمشاريع الجماعية و مكافأة الطلاب الذين يكونون أسرع في التحدث و مقابل ذلك تفضل كاين تقدير التركيز العالي و موهبة الاستماع و التعاطف و الصبر. كما أن الأشخاص في عالم الأعمال لا يقرؤون الكتب معا أو يكتبون المذكرات معا. أنشأت شركة كوايت ريفولوشين شبكة من المدارس للعمل مع المدرسين لتصميم تقنيات و تطوير مواهب الطلاب الانطوائيين مثل البدء ببرامج الخطابة و إعطاء مهم لا تحفز القلق في الطلاب وزيادة التحديات اثناء تقدم الطالب. تشجع كين أولياء الأمور أولا على أن يفهموا أن ردة الفعل القوية لدى الانطوائيين بيولوجية و تصدر حين التعرض لمحفزات. و تكون ردة الفعل منهكة لهم و خارج سيطرتهم, كما أن كاين تشجع أولياء الأمور على أن يساعدوا أطفالهم في استخدام مواقع التواصل الاجتماعي بذكاء مع تطورها المستمر, بالرغم من أنه يمكن للانطوائيين من التواصل دون التواجد الفعلي مع المجموعة.

## تدشين الكتاب
احتل كتاب قوة الهدوء في بداية الأمر المركز الرابع في مجلة نيويورك تايمز في قائمة الكتب الأفضل مبيعا ( من فئة الأطفال من هم دون المرحلة الثانوية)